# عرب التركمان
عرب التركمان من أصل بدوي، هم قبائل استقرت في القسم الغربي من مرج ابن عامر. وعرب التركمان سبعة قبائل، لكل منها شيخها.

## قبائل عرب التركمان
أجمع شيوخ عرب التركمان في القرن العشرين على أن القبائل هي:
1. - قبيلة بني سعيدان.
2. - قبيلة بني علقمة.
3. - قبيلة بني غرة.
4. - قبيلة بني ظبية.
5. - قبيلة الشقيرات.
6. - قبيلة الطواطحة.
7. - قبيلة النغنغية.

وكل قبيلة تتفرع إلى عدة عشائر.
الشقيرات
الشقيرات العشيرة التي سكنت قرية ابو شوشه

### بنو علقمة
بنو علقمة هم اليوم قبيلة تنتمي إلى قرية المنسي في فلسطين وتحوي بطونًا وأفخاذًا كثيرة.

#### فروعهم
1. آل قطيش الوحش وينقسمون إلى 4 أقسام :
  1. آل إبراهيم قطيش الوحش ومنهم آل السيد وآل خليل.
  2. آل شامي قطيش الوحش.
  3. آل معمر قطيش الوحش.
  4. آل زراق قطيش الوحش.
2. آل حجات.[3]
3. آل الكردي.[3]
4. آل أبي صويص.
5. آل أبي رميلة.
6. آل المطلق.[2]
7. آل الفرج.
8. آل الغزاوي.[4]
9. آل أبو صليعان.
10. آل ريما.
11. آل السويلات.
12. آل النصيرات.
13. آل مفضي.
14. آل مصبح.

#### المخترة
كان مخاتير وشيوخ العشيرة في القرنين التاسع عشر والعشرين:
1. شامي قطيش الوحش في القرن التاسع عشر.
2. عبد الغني زراق قطيش الوحش في القرن العشرين.
3. حسين محمد حسين أبو صويص في القرن العشرين.
4. فريد عبد الغني زراق الوحش في القرن العشرين.
5. محمود عبد الغني زراق الوحش في القرن العشرين.
6. علي ذياب مسعود الشامي في القرن العشرين.
7. ناصر حسن محمد السيد في القرن العشرين.

#### جهادهم ضد المحتل
كانت عشيرة بني علقمة جزءًا رئيسيًّا في الثورات الجهادية ضد المستعمر البريطاني والعصابات الصهيونية.
حيث شارك أبناء العشيرة في ثورة مرج ابن عامر ضد الاستعمار البريطاني التي قادها الحاج حسن منصور، وقد قاطع أهالي مرج ابن عامر في القسم الحيفاوي المحاكم الدينية التي كان يشرف عليها الاستعمار البريطاني وشُكِّلت لجنة في قرية المنسي سميت بـ «لجنة الإصلاح» كانت مهمتها حل مشاكل المواطنين أو أي نزاعات قد تحدث، وقد كان أحد أعضاء هذه اللجنة ابن العشيرة محمد خليل محمد الغزاوي وابن عمه أحمد خميس محمد الغزاوي.
ومن المعارك التي شارك بها أبناء العشيرة:
- معركة المنسي:

هاجم الإنجليز قرية المنسي في أواخر صيف عام 1938م بعد محاصرتها من كل الجهات، وكان ذلك إثر معرفة الإنجليز بأن مقر قيادة ثورة مرج ابن عامر كان في قرية المنسي وتصاعد أعمال المقاومة في المنطقة، فتوجهت القوات البريطانية لمنزل قائد ثورة مرج ابن عامر الحاج حسن منصور، وفي أثناء توجههم لمنزل الحاج اشتبكت مع بعض مجاهدي المنسي فسقط منهم بعض الشهداء ، ثم تم اعتقال الحاج حسن منصور ومن كان معه وتم إعدامهم رميًا بالرصاص فيما بعد.
- معركة أم الفحم:

إثر معركة المنسي فقد ركز الإنجليز على القرية وما يجاورها.. فقد باتت عمليات المداهمة والحصار والتفتيش شبه دائمة.. وفي إحدى هذه العمليات، اصطدم المستعمرون مع مجموعة من الثوار قرب قرية أم الفحم في ظروف صعبة وقاسية من فصل الشتاء. وقد استشهد في هذه المعركة أكثر من قائد فصيل بالإضافة إلى عدد من الثوار، وقد كان ممن استشهد في هذه المعركة من أبناء العشيرة:
- الشيخ إبراهيم محمد جروان الحجات.
- محمد علي محمد أبو رميلة.
- خالد أبو فواز الملقب بكاتب الثورة.
- أحمد صالح مصطفى الكردي.
- حمود سليم  حمود الوحش.
بعد قرار تقسيم فلسطين عام 1947-1948 هبت قرية المنسي بالإضافة إلى قرى فلسطين ومدنها ثائرة ضد الظلم والطغيان، ودفاعًا عن حياض الوطن، بالرغم من نقص السلاح والعتاد، ومن أجل معالجة هذه المشكلة توجه وفد من أهالي القرية إلى إمارة شرق الأردن لجلب السلاح، ووفد آخر إلى سوريا، وقد كان من المتوجهين إلى سوريا وجهاء عشيرة بني علقمة وهم: الشيخ فريد عبد الغني الزراق متجها إلى سوريا والشيخ محمد خليل الغزاوي متجها إلى الأردن 
وقد شارك فيما بعد أبناء قرية المنسي بمعركة مستعمرة مشمار هاعيمق التي كانت سبب نزوح أهالي القرية إلى مخيمات اللجوء داخل فلسطين وفي بلاد الشتات.. وقد كانت المعركة سنة 1948م بقيادة قائد جيش الإنقاذ فوزي القاوقجي، وشارك بهذه المعركة الكثير من أبناء العشيرة واستشهد فيها من أبناء العشيرة عيسى الباشا.
بعد خروج أبناء عشيرة بني علقمة من المنسي اتجهوا إلى مخيم جنين وقرية بيت قاد في قضاء جنين، وإلى الكرامة وديرعلا والكريمة والرويحة في غور الأردن، وإلى مدينة سحاب الأردنية.

#### شهداء آخرون
- السيد جمال فارس صقر الزراق في جنين عام 2006م.
- السيد ناصر حسين حسن في مخيم جنين عام 2002م.
- السيد عطية حسن عطية أبو رميلة في مخيم جنين عام 2002م.
- السيد علي حسن عطية أبو رميلة في تل أبيب عام 2007م.
- السيد هاني عطية حسن أبو رميلة في مخيم جنين عام 2002م.
- السيد أحمد دهيبيش زراق قطيش الوحش في جنين في نهاية الأربعينات من القرن العشرين.
- السيد جاسر أحمد علي أبو رميلة في سجن جنيد نتيجة الإهمال الطبي عام 1991م.

## قرى عرب التركمان
1. - قرية المنسي.
2. - قرية أبي شوشة.
3. - قرية أبي زريق.
4. - قرى الغبيات.

## ثورة فلسطين 1936فيمرج ابن عامر
اجتمع شيوخ قبائل عرب التركمان الثمانية في الثلاثينات من القرن العشرين وقرروا الانضمام للثورة وإعلانها.
وقد تشكلت لجنة في مرج ابن عامر تولى الحاج حسن منصور رئاستها بعد تنسيق تام ومحدد مع قيادة قطاع جنين للثورة.
دعا الحاج حسن منصور القرى المجاورة للمشاركة، فاستجابت على الفور عدة قرى في قضائي حيفا وجنين.
وتجمع الثوار من القرى المجاورة في قرية المنسي التي اعتبرت نقطة انطلاق للعمل الثوري ضد المستعمرات الصهيونية وجيش حكومة الانتداب في اللواء الشمالي من فلسطين.

## عام1948م
في اليوم الثالث عشر من نيسان عام 1948م، هاجم الصهاينة قرية المنسي ودافع الثوار وسلاح معظمهم كان الخرطوش، ونفدت الذخيرة منهم وسقطت القرية بأيدي الصهاينة بالتزامن مع سقوط باقي قرى عرب التركمان. وقد استشهد جمع غفير من الثوار الذين رفضوا الانسحاب من القرية وآثروا الشهادة على ثرى أرضها. وقد هجر عرب التركمان من قراهم في قضاء حيفا إلى قضاء جنين ومنطقة الجولان في سوريا والمملكة الأردنية الهاشمية.

## مقالات ذات صلة
- المنسي (حيفا).
- عقيلة الحاسي.
- كفر قرع.

## وصلات خارجية
- مقال بعنوان: عشائر مرج بن عامر وابرز مشايخهم في موقع فلسطين في الذاكرة .
- صفحة قبائل عرب التركمان في موقع هوية.
- مقال بعنوان: مرج بن عامر أو سهل زرعين (جنة فلسطين) في منتديات ستار تايمز.
- خبر بعنوان: مجلس عشائر عرب التركمان سيرى النور قريباً في موقع وطنا نيوز.

## مقالات ذات صلة
- المنسي (حيفا).